# HMS Holderness (L48)
Pour les autres navires du même nom, voir HMS Holderness.
Le HMS Holderness est un destroyer de classe Hunt de type I de la Royal Navy, qui participa aux opérations navales contre la Kriegsmarine (marine de guerre allemande) pendant la Seconde Guerre mondiale.

## Construction
Le Holderness est commandé le 21 mars 1939  dans le cadre de programmation de 1939 pour le chantier naval de Swan Hunter & Wigham Richardson Ltd. à Wallsend, comté de Tyne and Wear en Angleterre. La pose de la quille est effectuée le 29 juin 1939, le Holderness est lancé le 8 février 1940 et mis en service le 10 août 1940.
Il est parrainé par la communauté civile de Amman Valley au Pays de Galles, dans le cadre de la Warship Week (semaine des navires de guerre) en mars 1942.
Le Holderness fait partie du premier lot de dix destroyers de classe Hunt. Ils doivent résoudre une pénurie de destroyers, notamment pour les tâches d’escorte. Ils doivent combiner le lourd armement anti-aérien des sloops de la classe Bittern avec une vitesse de 29 noeuds pour une liaison plus rapide avec la flotte.
Un test d'inclinaison lors de l'aménagement du navire montré une erreur de conception qui rend le navire dangereusement instable. Pour rétablir la stabilité à des niveaux acceptables, un canon de marine de 4 pouces QF Mk XVI est retiré, la superstructure et l'entonnoir du navire sont coupés et un ballast supplémentaire est installé. Une fois modifié, le Holderness est mis en service le 10 août 1940.

## Histoire

### Seconde Guerre mondiale
L'ensemble du service en temps de guerre du Holderness a été réalisé avec la 21e Flottille de destroyers escortant les convois de la côte Est. il n'a fait aucun service extérieur.
Le 20 février 1942, le Holderness est engagé dans une action avec des Schnellboote allemand coulant l'un d'eux et faisant 18 prisonniers.

### Après guerre
Après la capitulation de l'Allemagne , le Holderness est transféré à la flotte de réserve à Harwich en 1946.
Le Holdernessreste à Harwich jusqu'à ce qu'il est placé sur la liste des démolitions et vendu à BISCO pour son démantèlement par Thos W Ward pour récupérer la ferraille. Il arrive au chantier du démolisseur à Preston le 20 novembre 1956.

### Honneurs de bataille
- Mer du Nord 1942-1945